# 謝克敦 (密蘇里州)
謝克敦（英語：Shakertowne）是位於美國密蘇里州佩里縣的普查規定居民點。

## 人口
根據2020年美國人口普查的數據，謝克敦的面積為3.42平方千米，皆為陸地。當地共有人口625人，而人口密度為每平方千米182.75人。